# 那須資胤
那須資胤（生年不詳－1583年4月3日）是下野國的戰國大名。那須氏第20代當主。那須政資次男。那須高資的弟弟，那須資郡的哥哥。正室是蘆野資豐的女兒。兒女有那須資晴、佐竹義宣正室。大田原資清的外孫。官位是修理大夫。

## 生平
最初繼承森田氏，但是與異母兄、那須氏當主高資對立，一時間逃走。但是在天文20年（1551年），高資因為芳賀高定的計略而被千本資俊殺害，於是資胤復歸並繼承家督。
最初和佐竹氏結盟並與結城氏和蘆名氏戰鬥，但是在弘治元年（1555年）改為與北條氏康和足利義氏結盟。
在永祿3年（1560年）的小田倉之戰中，自身亦負傷而陷入苦戰，此時叱責家臣大關高增、大田原綱清，以追究責任為契機而與大關氏和大田原氏對立。高增計劃迎佐竹義重的弟弟義尚（那須資綱）為那須氏的養子來排斥資胤。以後與得到佐竹義重援軍的高增在永祿6年（1563年）至永祿10年（1567年）為止一直戰鬥，甚至被侵攻至烏山城下，但是成功將其撃退。翌年高增、綱清兄弟以資胤隱居為條件達成和睦。
在元龜3年（1572年）亦與佐竹氏達成和睦。此際資胤的女兒與當時3歳的佐竹義宣成立婚約，把武茂地方和茂木地方割讓給佐竹氏，那須家的領地形式上成為了佐竹氏的領土。天正6年（1578年），以佐竹氏為中心與宇都宮氏、結城氏、江戶氏、大掾氏在常陸國小川台（現在的茨城縣筑西市）締結盟約來與後北條氏對抗。
在天正11年2月11日（1583年4月3日）死去。亦有說法指是天正14年（1586年）。